# 威廉·邓克尔
威廉·伯恩哈德·鲁道夫·哈德良·邓克尔（德語：Wilhelm Bernhard Rudolph Hadrian Dunker，1809年2月21日—1885年3月13日），通称为威廉·邓克尔（或作威廉·顿克），是一位德国地质学家、古生物学家和动物学家。

## 生平
邓克尔于1809年出生在威斯特法伦王国的埃施韦格，在威斯特法伦王国1807年成立前及1813年灭亡后，该地为黑森选侯国的领土。1830年，邓克尔到哥廷根学习了五年的矿物学和冶金学，1834年毕业之初，他到当地的矿业局实习，不久后邓克尔受聘到卡塞尔新成立的高等职业学校任教矿物学。1853年，邓克尔被选为哥廷根科学院成员，翌年到马尔堡大学担任教授，1885年于马尔堡去世。

## 学术研究
邓克尔作为一个动物学家，以其在软体动物学方面颇多的学术成果而知名于世。他收藏有非常多的蜗牛、贝类动物的标本，他还从其他的收藏家处通过交换或购买的方式获得了更多的收藏。他和同时代的软体动物学家即软体动物收藏家魯道夫·阿曼多·菲利普、卡尔·路德维希·菲佛、休·卡明和约翰·阿尔伯斯都保持着密切联系，通过与他们的交易，邓克尔获得了许多软体动物的原始标本和正模标本。邓克尔去世后，他生前收藏的软体动物被普鲁士政府购买，其后这些藏品在爱德华·冯·马滕斯的推动下进入柏林自然博物馆并收藏至今。
邓克尔撰写了很多关于软体动物学的论著，并发现命名了许多新的物种。1846年，他与古生物学家赫尔曼·迈耶共同创办了杂志《古生物学》（德語：Paleontographica）并共同编写，该杂志至今仍在出版。他在古生物学方面也有一定成就，其中他在奥伯恩基兴煤矿中发现的捕食性恐龙牙齿被证明是斑龙属的一个新物种，1884或1885年，威廉·达姆斯和恩斯特·科肯将该物种命名为顿氏斑龙（Megalosaurus dunkeri）以纪念邓克尔。1923年，这个新发现的物种被认为独立于斑龙属，被重新命名为顶棘龙属，其模式种则沿用以邓克尔命名的学名顿氏顶棘龙（Altispinax dunkeri）。

## 所命名的分類
（列表可能不完整）
- 1个威廉·邓克尔命名的生物分类